# استان انتره ریوس
استان انتره ریوز ، به معنی میان رودان یکی از استان ۲۳ گانه آرژانتین، واقع در شمال شرق کشور می‌باشد که با استان‌های کورینتس، بوئنوس آیرس، سانتا فه و کشور اروگوئه مرز مشترک دارد. استان انتره ریوس به همراه سانتا فه و کوردوبا، بخشی اقتصادی – سیاسی به نام منطقه مرکزی تشکیل می‌دهد.

## مشخصات
- مرکز: پارانا (۲۵۰ هزار نفر)
- مساحت: ۷۸٫۷۸۱ کیلومترمربع
- جمعیت: ۱٬۱۵۸٬۱۴۷ (تا ۲۰۰۱)
- فرماندار: سرخیو اوریباری

## تاریخچه
پیش از ورود اسپانیایی‌ها به آمریکای جنوبی، استان انتره ریوز زیستگاه بومیان (گوارانی، چاروا، چانا) بود.
نخستین کسی که به انتره ریوز رسید، یک اسپانیایی به نام رودریگز سرانو بود.
اولین اقامتگاه دائمی اسپانیایی‌ها در بخش لاپاز کنونی و در اواخر سده ۱۶ برپا شد. خوان ده گارای، بانی شهر سانتا فه، این منطقه را " لا اوترا باندا " نامید. ارنانداریاس، فرماندار آسونسیون و بعدها بوئنوس آیرس، به جستجو در اراضی کشف نشده پرداخت. اما منطقه عملاً تحت تسلط بومیان بود تا اینکه در اواخر قرن ۱۷، گروهی از استعمارگران استان سانتا فه در باخا دل پارانا (پارانای امروزی) ساکن شدند. در همان زمان شهرهایی چون نوگویا، ویکتوریا، گوالگوایچو، گوالگوای، کونسپسیون دلاوروگوای و کنکوردیا نیز بنا شد.
توماس ده روکامورا نخستین کسی بود که جستجویی وسیع تر در منطقه انجام داد (۱۷۸۳) و آن را انتره ریوز نامید. در آن زمان و در بحبوحه انقلاب مه (۱۸۱۰) سکونتگاه‌های اروپاییان در کمترین حد خود بود. استعمارگرانی که در کرانه رود پارانا اقامت داشتند از مانوئل بلگرانو پشتیبانی می‌کردند.
در ۲۹ سپتامبر ۱۸۲۰ فرانسیسکو رامیرس تشکیل منطقه خودگردان " جمهوری انتره ریوس " اعلام کرد. اما این ادعا تا ژوئیه سال بعد (زمان قتل وی) برجا بود.
در سال ۱۸۵۳ طی میتینگی از تمام ایالات (به جز بوئنوس آیرس)، پارانا به عنوان مرکز کنفدراسیون آرژانتین به ریاست جمهوری خوستو خوزه ده اورکیزا شناخته شد. همچنین مرکز استان، شهر کونسپسون بود.
در پی سیاست‌های خوستو اورکیزا که هدفش جلب اروپایی‌ها بود، مهاجران بسیاری از آلمان، سوئیس، فرانسه و یهودیان روسیه در انتره ریوز ساکن شدند به طوریکه در سال ۱۹۰۳، ۳۶ درصد جمعیت را مهاجران تشکیل می‌دادند.

## جغرافیا و اقلیم

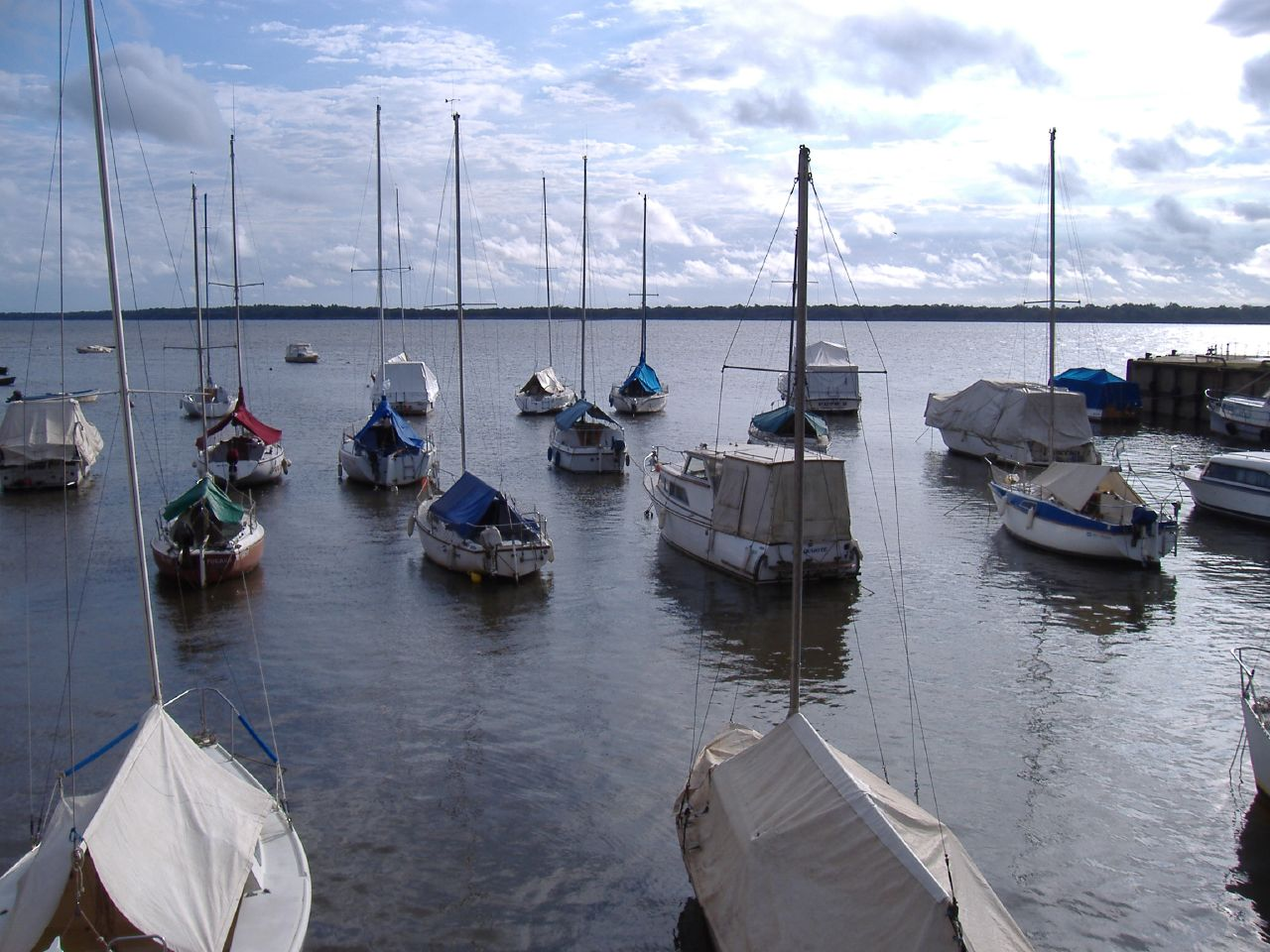
قایق ها در بندری کوچک در رودخانه اروگوئه، در کولون، انتریوس، آرژانتین.

استان، بخشی از منطقه میانرودان می‌باشد که اغلب شامل زمین‌های هموار با ماهورهایی به ارتفاع ۱۰۰ متر است. دو سیستم متفاوت از این تپه‌ها (اصطلاحاً کوچیا) به چشم می‌خورد که توسط رود گوالگوای از هم جدا شده‌اند: کوچیا گرانده در شرف و کوچیا ده مونتیل در غرب
انتره ریوز توسط رودها و جریان‌های آبی زیادی محدود می‌شود مانند رود پارانا و دلتای آن در غرب و جنوب، رود اروگوئه و رود موکورتا در شرق و رود گوایکوئیرارو در شمال. در واقع واژه " انتره ریوز " که به معنای میانرودان است اشاره به همین موضوع دارد.
آب وهوای استان از شمال به پامپاس از نیمه گرمسیری تا معتدل متغیر است و بارش سالانه ۱۱۵۰ میلیمتر می‌باشد . انتره ریوز در معرض توفان‌های شدید قرار دارد.
پارک‌های ملی ال پالمار و دیامانته و نیز چشمه‌های آب گرم حوضه رود اروگوئه در شهرهای کولون، ویا الیزا و فدراسیون از پدیده‌های طبیعی انتره ریوز به‌شمار می‌رود.

## اقتصاد
استان انتره ریوز با تولید ناخالص داخلی برابر ۸/۷ میلیارد دلار در سال ۲۰۰۶ و درآمد سرانه ۶۷۱۰ ششمین استان از نظرتوسعه اقتصادی می‌باشد.
تکیه گاه اقتصادی استان، بخش کشاورزی (۱۵ درصد اقتصاد استان) و محصولاتی چون برنج (بیست درصد تولید ملی)، سویا، ذرت، گندم و مرکبات (دومین تولیدکننده کشور) می‌باشد. ۱۶ درصد مرکبات تولیدی به اروپا صادر می‌شود.
از سایر فعالیت درآمدزای انتره ریوز، پرورش دام (۵/۴ میلیون راس گاو) در زمینی به مساحت ۶۰ هزار کیلومتر مربع است. تولید سالانه فراورده‌های لبنی نیز ۲۵۰ هزار تن می‌باشد. در ضمن در بخش پرورش ماکیان، ۳۷ درصد گوشت مرغ و ۲۵ درصد تخم مرغ کشور در انتره ریوز تولید می‌شود.
تولیدات صنعتی حضور چشمگیری در اقتصاد استان دارند (۱۵ درصد). از جمله آنها: صنایع غذایی، چوب، شیمیایی، ماشینی و متالورژی می‌باشند.

## تقسیمان سیاسی
استان به ۱۷ بخش (دپارتمان) تقسیم می‌شود.
| ۱ – بخش کولون ۲ – بخش کنکوردیا ۳ – بخش دیامانته ۴ – بخش فدراسیون ۵ – بخش فدرال ۶ – بخش گوالگوای ۷ – بخش گوالگوایچو ۸ – بخش ایسلاس دل ایبیکوی ۹ – بخش لاپاز | ۱۰ – بخش نوگویا ۱۱ – بخش پارانا ۱۲ – بخش سان خوزه ده فلیسیانو ۱۳ – بخش سان سالوادور ۱۴ – بخش تالا ۱۵ – بخش اروگوای ۱۶ – بخش ویکتوریا ۱۷ – بخش ویاگوای |  |